# وین ۳۹۷

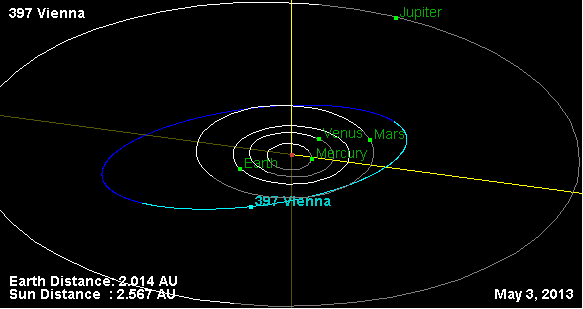
مدار سیارک ۳۹۷

سیارک ۳۹۷ (به انگلیسی: 397 Vienna، نامگذاری:1894BM) سیصد و نود و هفتمین سیارک کشف شده‌است که در ۱۹ دسامبر ۱۸۹۴ و در نیس کشف شد.
قدر مطلق سیارک برابر ۹٫۳۱ است.